# Inkrustacja (zdobnictwo)

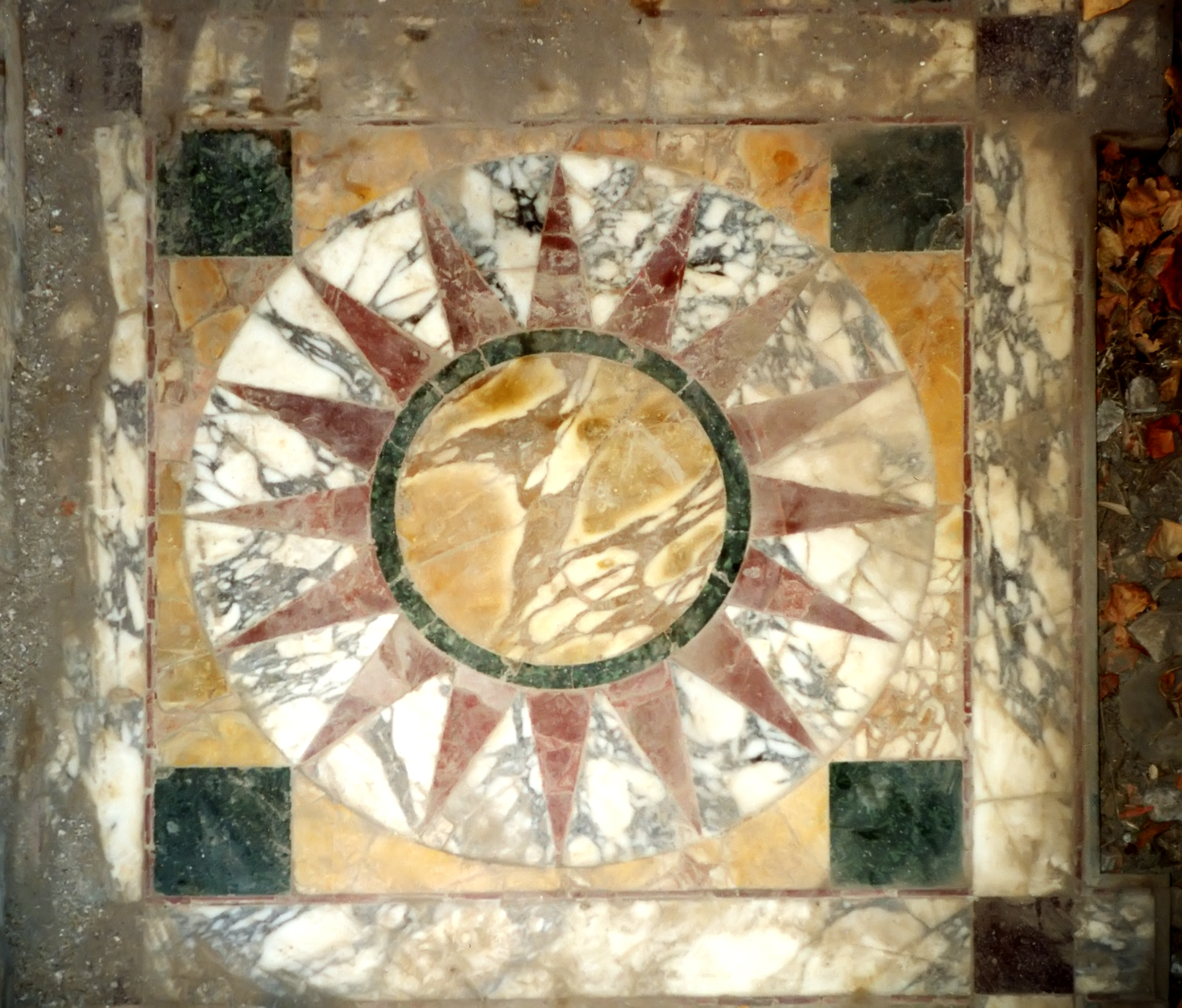
Marmurowa inkrustacja w Willi Hadriana

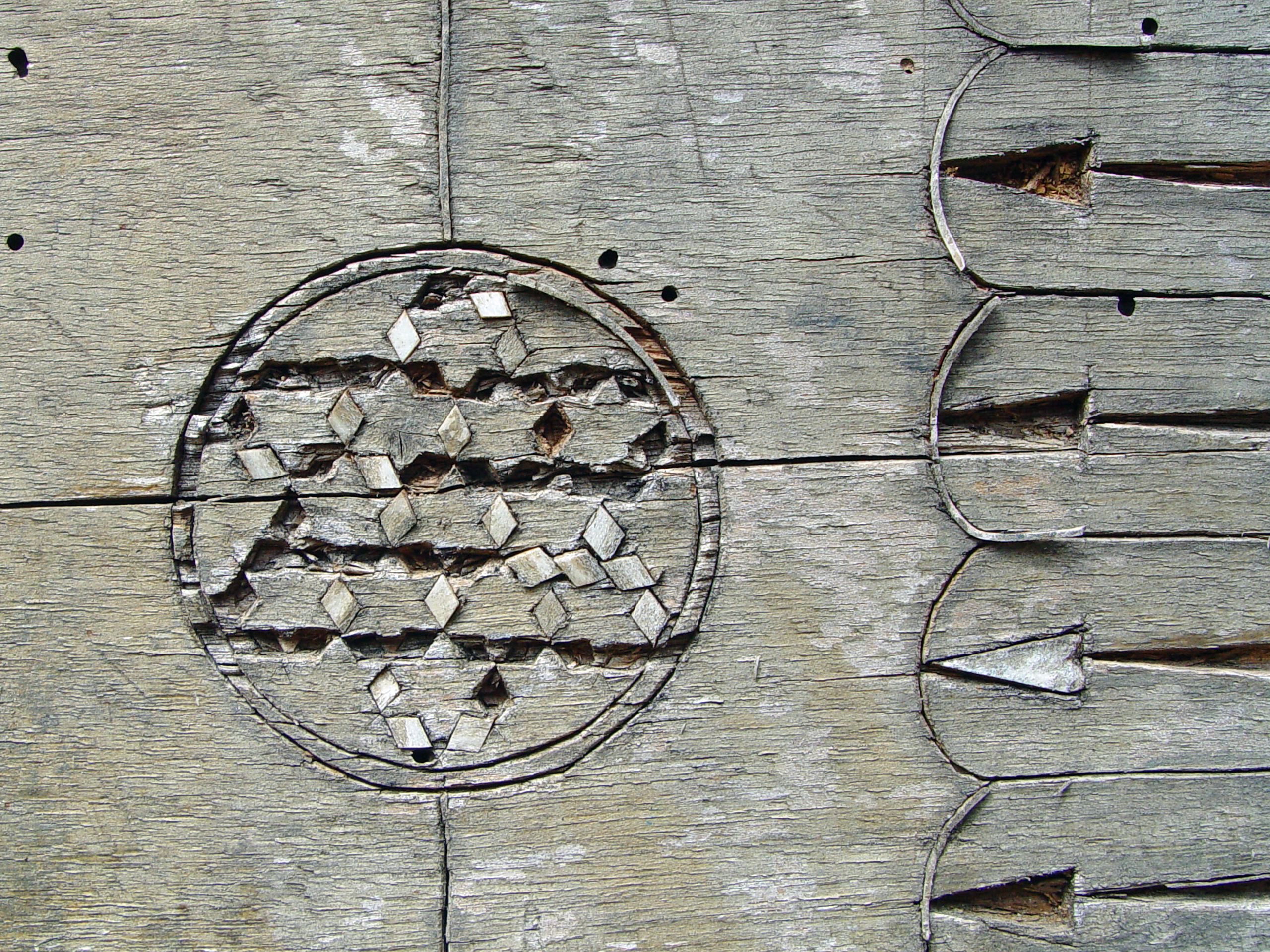
Inkrustacja zdobiąca starą skrzynię w Klasztorze Świętego Mikołaja Odpoczywającego

Inkrustacja – technika zdobienia elementów architektonicznych, przedmiotów codziennego użytku i wyrobów artystycznych.
Polega na wykonywaniu wgłębień w podłożu kamiennym, metalowym lub w twardym drewnie i wklejaniu w nie odpowiednio przyciętych płytek z różnych, zwykle cennych materiałów, np. kości słoniowej, masy perłowej, rogu, kamieni szlachetnych i półszlachetnych, drewna, metalu, złota i innych. W różnych okresach inkrustowane ornamenty i kompozycje powstawały z motywów geometrycznych lub roślinnych, przedstawiały sceny figuratywne lub pejzażowe.
Technika znana już w starożytności, w starożytnym Egipcie i Mezopotamii. Sporadycznie występowała w architekturze wczesnośredniowiecznej. Rozpowszechniła się w renesansie; najpierw we Włoszech, a następnie w całej Europie. Rozkwit tej techniki przypada na XVII–XVIII wiek we Francji.
Stosowana była do zdobienia ścian (np. w inkrustacyjnym stylu pompejańskiego malarstwa ściennego), stalli kościelnych, ambon, drzwi i boazerii, mebli, wyrobów artystycznych i użytkowych.
Ornament na podłożu metalowym wykonany z metalu o innej barwie określa się terminem damaskinaż.